# Палат „Барберини“ (Потсдам)
Палатът „Барберини“, наричан още дворец „Барберини“, е класически-барокова буржоазна сграда на ул. Хумболдщрасе 5/6 в Потсдам, Германия.
Построен е при управлението на пруския крал Фридрих II по проекти на Карл фон Гонтард в периода 1771–1772 г. Основната му фасада е обърната към Стария пазар с градския дворец в Потсдам и църквата „Св. Николай“.
Сградата е получила името си от Палацо Барберини в Рим, който кралят избира за образец. Репликата на италианския образец в Потсдам образува монументалния югоизточен завършек на Стария пазар и заедно със съседната къща „Ноак“, проектирана също от Гонтрад, е една от последните сгради построени по заръка на Фридрих II в района на площада. В средата на 19 век дворецът е разширен по проект на Лудвиг Персий и Лудвиг Фердинанд Хесе, като се добавят две нови крила от към задната част на брега на р. Хафел с цел да служат като място на културния и клубния живот на Потсдам.

По време на въздушното нападение над Потсдам на 14.04.1945 г. дворецът Барберини е до голяма степен разрушен, а руините са съборени през периода на Съветската окупационна зона. След това имотът се използва дълго време като зелена площ и паркинг. В хода на преобразяването на центъра на Потсдам с цел възвръщането на стария му вид от преди войната, заедно с реконструкцията на градския дворец като нова сграда на парламента на провинция Бранденбург, се възстановява и външността на двореца Барберини с помощта на даренията на предприемача Хасо Платнер с цел използване на сградата като музей на изкуствата Барберини, а реконструкцията се състои от 2013 г. до края на 2016 г. и до голяма степен отговаря на оригинала. 
- Дворецът Барберини на снимка от Ернст Айхгрюн, 1907 г.
- Рим, Палацо Барберини, офорт от Джовани Батиста Пиранеси, около 1748 г., служи като образец за копието в Потсдам.
- Останки от двореца Барберини, след 1945 г.
- Реконструираният палат Барберини, 2017 г.
- Изглед отзад на сградата, 2016 г.
- Изглед отгоре на сградата, 2016 г.
- Палат Барберини насред площад Стария пазар, гр. Потсдам, 2018 г.

Сградата е дом на музея Барберини от 2017 г. В допълнение към сменящите се специални изложби с акцент върху импресионизма, музеят излага и постоянна колекция от изкуства от Германската демократична република и изкуството от след 1989 г.